# 틀 갖춘 매듭
매듭 이론에서 틀 갖춘 매듭(영어: framed knot)은 어떤 매듭의 근방이 어떻게 뒤틀리는지에 대한 정보를 갖춘 매듭이다.

## 정의
매듭 {\displaystyle K\colon S^{1}\hookrightarrow S^{3}}은 원 {\displaystyle S^{1}}을 3차원 초구 {\displaystyle S^{3}}에 매장한 것이다. 이 경우, {\displaystyle K}의 틀(영어: framing) {\displaystyle {\tilde {K}}\colon D^{2}\times S^{1}\hookrightarrow S^{3}}은 3차원 원환체 {\displaystyle D^{2}\times S^{1}}를 3차원 초구에 매장한 것이며, 이를 {\displaystyle \{0\}\times S^{1}\subset D^{2}\times S^{1}}에 국한시키면 원래 매듭 {\displaystyle K}와 같아야 한다.
매듭과 그 틀의 순서쌍 {\displaystyle (K,{\tilde {K}})}을 틀 갖춘 매듭이라고 한다.

거친 매듭의 예

모든 매듭이 틀을 갖출 수 있는 것은 아니다. 틀을 갖출 수 없는 매듭을 거친 매듭(영어: wild knot), 틀을 갖출 수 있는 매듭을 얌전한 매듭(영어: tame knot)이라고 한다. 거친 매듭은 보통 매듭 이론에서 예외적인 대상으로 간주한다.
3종의 라이데마이스터 변형 가운데, 2종과 3종은 매듭의 틀에 영향을 주지 않지만, 1종 라이데마이스터 변형은 매듭의 틀을 바꾼다.